# Polyrhaphis hystricina
Polyrhaphis hystricina là một loài bọ cánh cứng trong họ Cerambycidae.